# Malabaila aurea
Malabaila aurea är en flockblommig växtart som först beskrevs av James Edward Smith, och fick sitt nu gällande namn av Pierre Edmond Boissier. Malabaila aurea ingår i släktet Malabaila och familjen flockblommiga växter. Inga underarter finns listade i Catalogue of Life.

## Bildgalleri

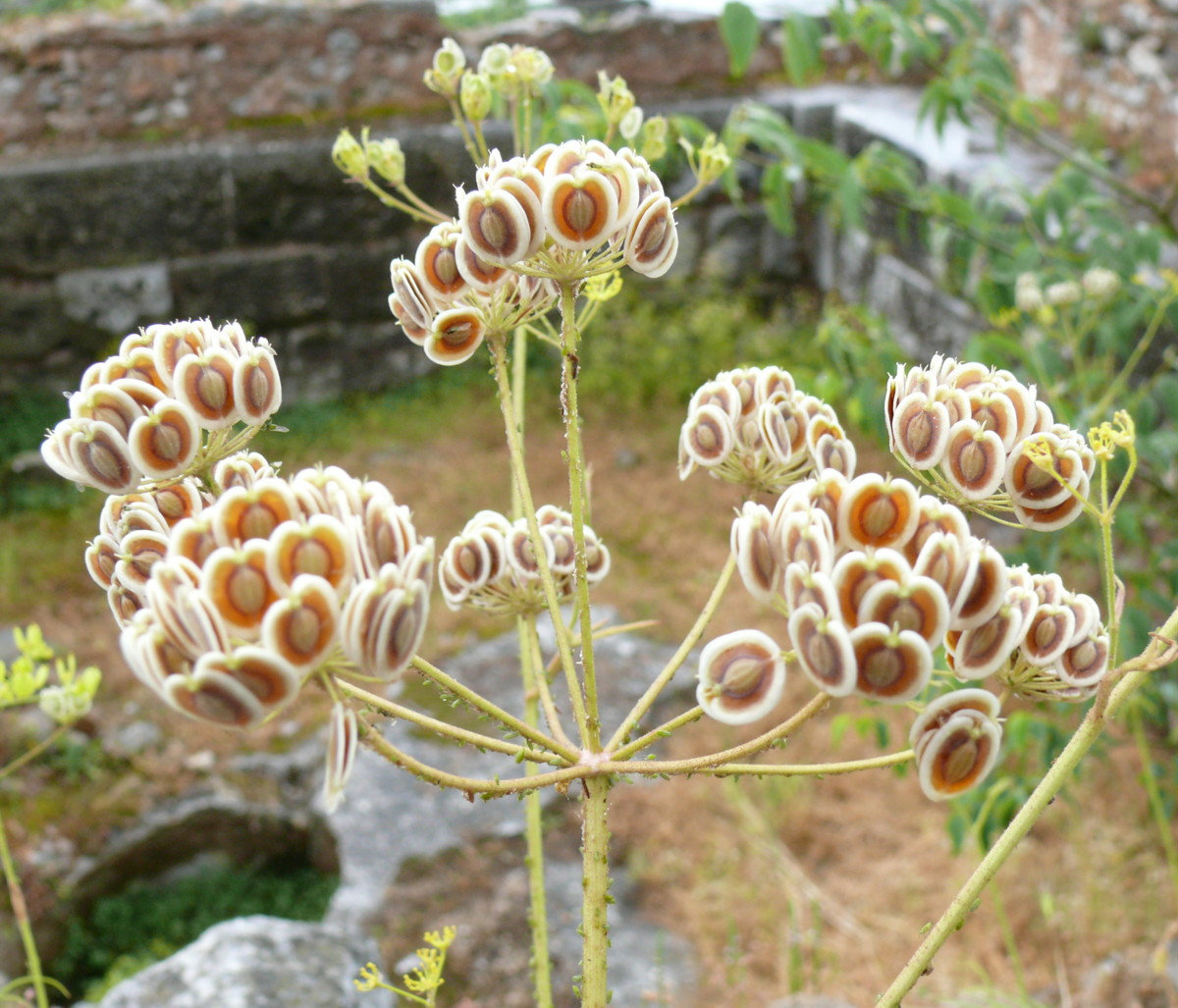